# Ouette (rijeka)
Ouette (Francuski izgovor: [wɛt]) rijeka u departmanu Mayenne, u regiji Pays de la Loire, u zapadnoj Francuskoj. Lijevi je pritok rijeke Mayenne, te pripada porječju Loire.

## Etimoogija
Ime Ouette vjerojatno potječe iz latinskog ili keltskog oblika Oue što bi bila skraćenica od Ovica, što je mala ovca.

## Vanjske poveznice
|  | Zajednički poslužitelj ima još gradiva o temi Ouette (rijeka) |

|  | Portal Francuske – Pristup člancima s tematikom o Francuskoj. |